# Anwara Syed Haq

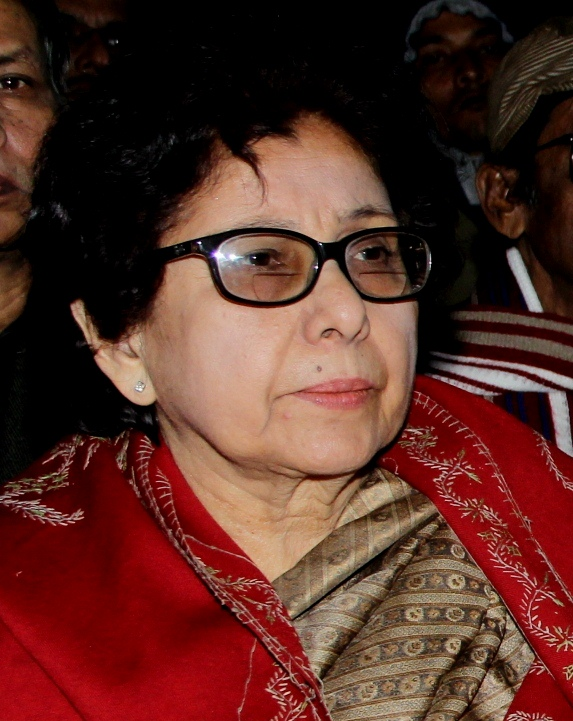
Anwara Syed Haq (2015)

Anwara Syed Haq (bengalisch আনোয়ারা সৈয়দ হক Ānoẏārā Saiẏad Hak; geboren am 5. November 1940 in Jessore) ist eine bangladeschische Autorin, die für ihre Prosa bekannt ist. Sie wurde mehrfach für ihr Schreiben ausgezeichnet, unter anderem erhielt sie 2019 mit dem Ekushey Padak den zweithöchsten zivilen Orden Bangladeschs.

## Leben und Werk
Anwara Syed Haq wuchs in einer konservativen, religiösen Familie auf, sie trug als Heranwachsende den Hidschāb. Sie beschreibt ihre Jugend als "pale" (bleich) und ohne Kreativität. Bücher waren vor allem in Form von Lehrbüchern verfügbar. 1959 zog sie zum Medizinstudium nach Dhaka, das Studienfach entsprach dem Wunsch ihres Vaters, nicht ihrer eigenen Neigung. Dort entdeckte sie die Werke britischer, französischer und russischer Autoren. So las sie etwas Virginia Woolf, Arthur Rimbaud und Voltaire. Sie las aber auch Werke bangladeschischer Autoren, wie etwa die Romane Syed Shamsul Haqs. Sein Schreiben interessierte sie sehr, so dass sie eine Brieffreundschaft mit ihm begann, die sich bald zu einer engen persönlichen Beziehung entwickelte. Die beiden heirateten im November 1965.
Anwara Syed Haq verfasste mehr als 25 Romane, fünf Gedichtbände, zehn Kurzgeschichtensammlungen, acht Essaysammlungen, drei autobiographische Bücher, zwei Sammlungen mit Reiseerzählungen und 40 Geschichten für Kinder und Jugendliche. Sie bringt ihr Wissen und ihre Erfahrungen aus ihrer beruflichen Tätigkeit als Psychiaterin in ihr Schreiben ein. Viele ihrer Texte spielen in Dhaka und London, zwei Städte mit denen Anwara Syed Haq  aus persönlichem Erleben vertraut ist. Thematisch setzt sich Anwara Syed Hay in ihrem Werk mit der Rolle der Frau in der bangladeschischen Gesellschaft auseinander, insbesondere deren körperlichen und psychischen Auswirkungen.

## Auszeichnungen
- 2010 Bangla Academy Award
- 2019 Ekushey Padak